# ASAP Rocky

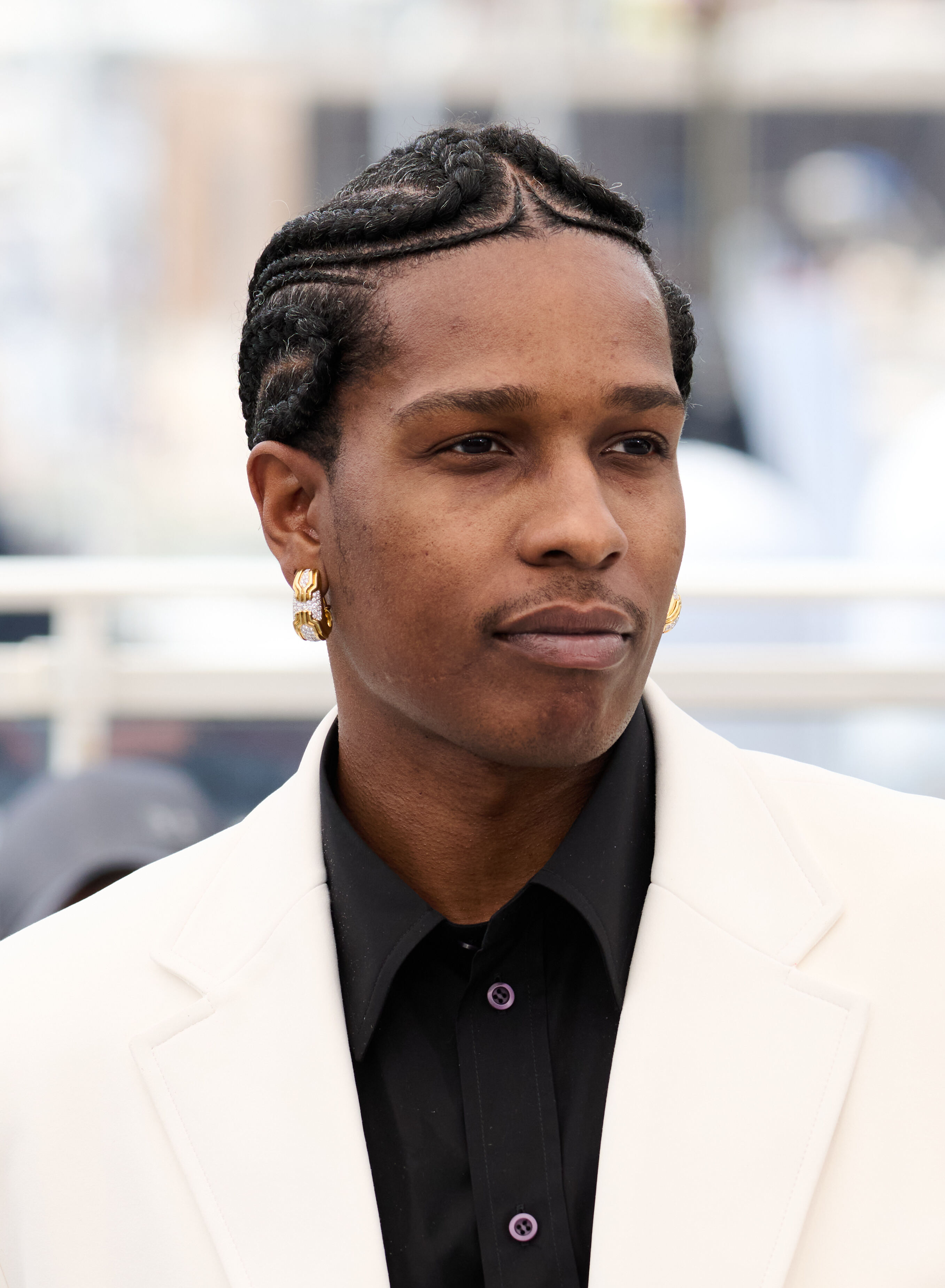
A$AP Rocky (2025)

ASAP Rocky (* 3. Oktober 1988 in New York; bürgerlich Rakim Athelaston Mayers), stilisiert als A$AP Rocky, ist ein US-amerikanischer Rapper, Produzent und Schauspieler. Er ist Mitglied des Hip-Hop-Kollektivs A$AP Mob, welches u. a. durch seinen langjährigen Mentor A$AP Yams gegründet wurde.

## Kindheit und Jugend
A$AP Rocky wurde als Rakim Mayers am 3. Oktober 1988 in Harlem geboren. Er wurde nach dem Rapper Rakim benannt, der für seine Mutter ein Idol war.
Mit acht Jahren begann er zu rappen, was er von seinem Bruder gelernt hatte. Im selben Jahr zog er mit seiner Familie nach Pennsylvania. Als Mayers zwölf Jahre alt war, landete sein Vater wegen Drogengeschäften im Gefängnis. Aufgrund dessen entschied sich die Mutter mit seiner Familie nach North Carolina umzuziehen. Als Obdachlose fanden sie dort in Frauenhäusern Zuflucht. Um wieder in einer bekannten Umgebung zu leben, zog die Familie zurück nach Harlem.
Im Alter von 13 Jahren wurde sein älterer Bruder Ricky in der Nebenstraße seines Wohnhauses erschossen. Der Tod war für ihn ausschlaggebend, das Rappen ernst zu nehmen. In den folgenden Jahren lebte er mit seiner Mutter und Schwester in verschiedenen Frauenhäusern. Er besuchte die Bayard Rustin High School for the Humanities in Chelsea. Um den ärmlichen Verhältnissen zu entfliehen, begann Mayers mit Drogen zu handeln. Anfangs verkaufte er Marihuana und mit 15 erweiterte er seinen Handel um Crack in der Bronx. 2004 wurde er das erste Mal verhaftet und verbrachte zwei Wochen auf Rikers Island, wo er sich eine Zelle mit dem Rapper Casanova teilte. Zugunsten seiner Karriere entschied er sich allerdings mit 22 Jahren, mit dem Drogenhandel aufzuhören.

## Beginn der Rapkarriere
Seit 2007 gehört er zum ASAP Mob, Das Akronym steht für „Always Strive and Prosper“, kurz ASAP, einem Hip-Hop-Kollektiv aus Harlem. So entstand auch sein endgültiger Rappername ASAP Rocky. Weitere bekannte Rapper aus diesem Kollektiv sind ASAP Ferg, ASAP Bari und sein Cousin ASAP Nast.
2011 veröffentlichte er seine erste Single Purple Swag, die rasch zu einem bekannten Straßensong wurde. Anschließend folgte die Single Peso, die von Hot 97 häufig gespielt wurde. Es folgte ein Musikvideo zu Purple Swag, das ihn landesweit bekannt machte. Es folgte das Mixtape Live. Love. A$AP, das das Interesse mehrerer Plattenfirmen erregte. Schließlich unterschrieb er einen Plattenvertrag bei RCA Records und Polo Grounds Music. Dafür erhielt er laut mehrerer Quellen einen Vorschuss von geschätzten drei Millionen US-Dollar für ihn als Solokünstler sowie für die Schaffung eines Sublabels für den ASAP Mob. Diesem Label gab er den Namen A$AP Worldwide. Er führt das Label zusammen mit ASAP Yams.

## Debütalbum und Touren (2012–2014)

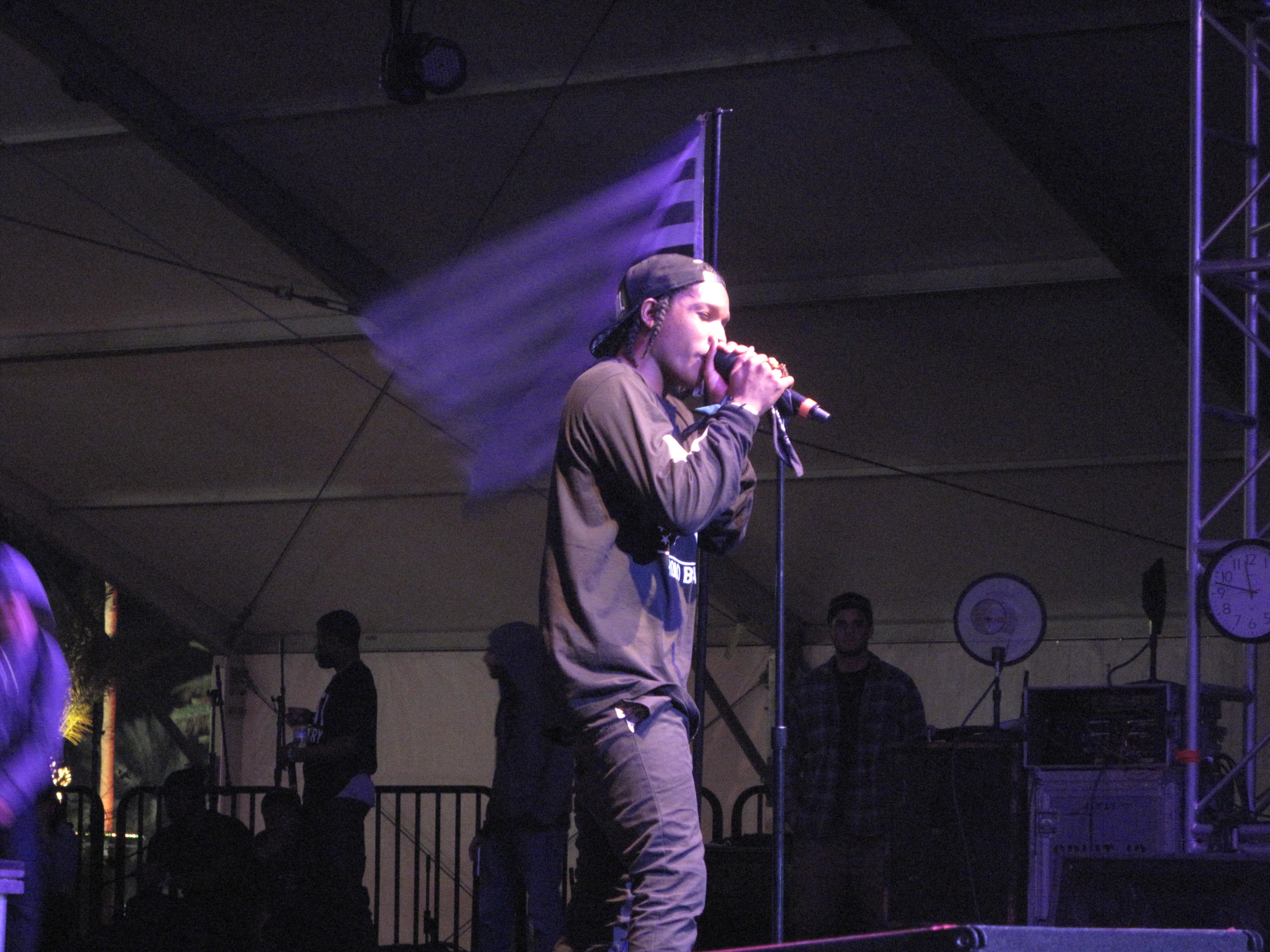
ASAP Rocky (2012)

Zum Jahresbeginn 2012 wurde ihm in der Umfrage Sound of 2012 der britischen BBC der Durchbruch für das kommende Jahr prognostiziert. Ab Februar stand er zusammen mit Kendrick Lamar als Support für Drake auf dessen Clubtour Paradise. Mit seiner Single Peso platzierte er sich im März dann erstmals in den US-R&B-Charts auf Platz 75.
Ein großer Auftritt bei Late Night with Jimmy Fallon war für den 20. Juli angekündigt. Doch ASAP Rocky geriet die Nacht vorher in eine tätliche Auseinandersetzung mit dem Künstler iRome und wurde inhaftiert. Er durfte den Auftritt am 21. August nachholen. Ebenfalls im Juli 2012 wurde er von einem Mann in New York dabei beobachtet, wie er beim Shoppen Drogen nahm. Er griff den Mann an. Zwei Fotografen, die Fotos von dem Vorfall machten, wurden ebenfalls von ihm attackiert. Nach seiner Festnahme wurde er gegen die Zahlung einer Entschädigung an die Fotografen sowie einem Schuldbekenntnis wieder freigelassen.
Am 6. September trat er zusammen mit Rihanna bei den MTV Video Music Awards 2012 auf. Eine Zusammenarbeit mit den drei erfolgreichen Rappern Drake, 2 Chainz und Kendrick Lamar brachte ihm mit dem Titel Fuckin’ Problems im November 2012 den Durchbruch in den Billboard Hot 100.
Am 15. Januar 2013 erschien sein Debütalbum Long.Live.A$AP, das international in die Charts einstieg und in den Billboard 200 Platz 1 belegte. Im gleichen Jahr veröffentlichte er mit A$AP Mob das Mixtape Lords Never Worry als Free Download. Von September bis November tourte er durch die Vereinigten Staaten. Neben seiner Crew spielten Schoolboy Q und Danny Brown im Vorprogramm.
Am 31. August 2013 schlug er während des Budweiser Made in America Festivals eine Frau, die ihn später verklagte. Eine Anklage vor dem Strafgericht kam nicht zustande, da die Zeugin nicht zum Gerichtstermin erschien. Die Klage vor dem Zivilgericht wurde außergerichtlich geklärt.

## Zweites Album (2015–2017)

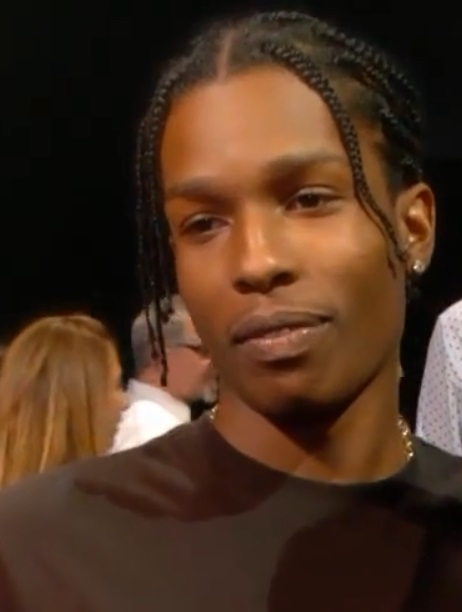
ASAP Rocky bei den MTV Video Music Awards 2015.

A$AP Rocky spielte einen Cameo in dem Indie-Film Dope, der am 21. Januar 2015 seine Premiere auf dem Sundance Film Festival feierte.
Am 16. März 2015, als sein Album für mehr als 250.000 verkaufte Alben in den Vereinigten Staaten mit Gold ausgezeichnet wurde, kündigte Mayers die Veröffentlichung seines zweiten Studioalbums At.Long.Last.A$AP (kurz A.L.L.A) für Mai 2015 an. Im Februar 2015 gab er als Executive Producer des Albums den Rapper Juicy J, den Produzenten Danger Mouse sowie sich und seinen erst kürzlich verstorbenen Mentor ASAP Yams an.
Am 26. Mai 2015 veröffentlichte er sein Album At.Long.Last.A$AP (ALLA), welches 18 Lieder beinhaltete, darunter die bereits veröffentlichten Singles Lord Pretty Flacko Jodye 2 (LPFJ2) und M’$, allerdings nicht das Lied Multiply mit Juicy J. Wie sein Vorgänger erreichte es Platz 1 der US-Billboard-Charts.
Am 11. Juni 2015 trat er zusammen mit The Roots in der Tonight Show von Jimmy Fallon auf, wo die Künstler zusammen L$D präsentierten. Es folgte der Song Good for You als Gastbeitrag für Selena Gomez, der international ein Hit wurde. Weitere Gastbeiträge für Lana Del Rey, Alicia Keys und Famous Dex folgten.

## Drittes Album und Verhaftung in Schweden (ab 2018)
Am 16. Februar 2018 erschien die Single Cocky zusammen mit Gucci Mane und 21 Savage für den Film Uncle Drew. In Vorbereitung auf sein nächstes Album veröffentlichte er außerdem die Singles Bad Company (feat. BlocBoy JB) und ASAP Forever (feat. Moby). Außerdem wirkte er an einer Single von Thirty Seconds to Mars mit.
Sein drittes Studioalbum Testing wurde am 25. Mai 2018 veröffentlicht. Das Album erreichte zum ersten Mal nicht Platz 1 in den Vereinigten Staaten und platzierte sich nur auf Platz 4. Auch die Verkäufe lagen weit von den beiden Vorgänger-Alben entfernt. Ende 2018 wurde außerdem ein Kollaboalbum mit Tyler, the Creator angekündigt, das jedoch nie erschien und laut Tyler, the Creator auch nie existierte.

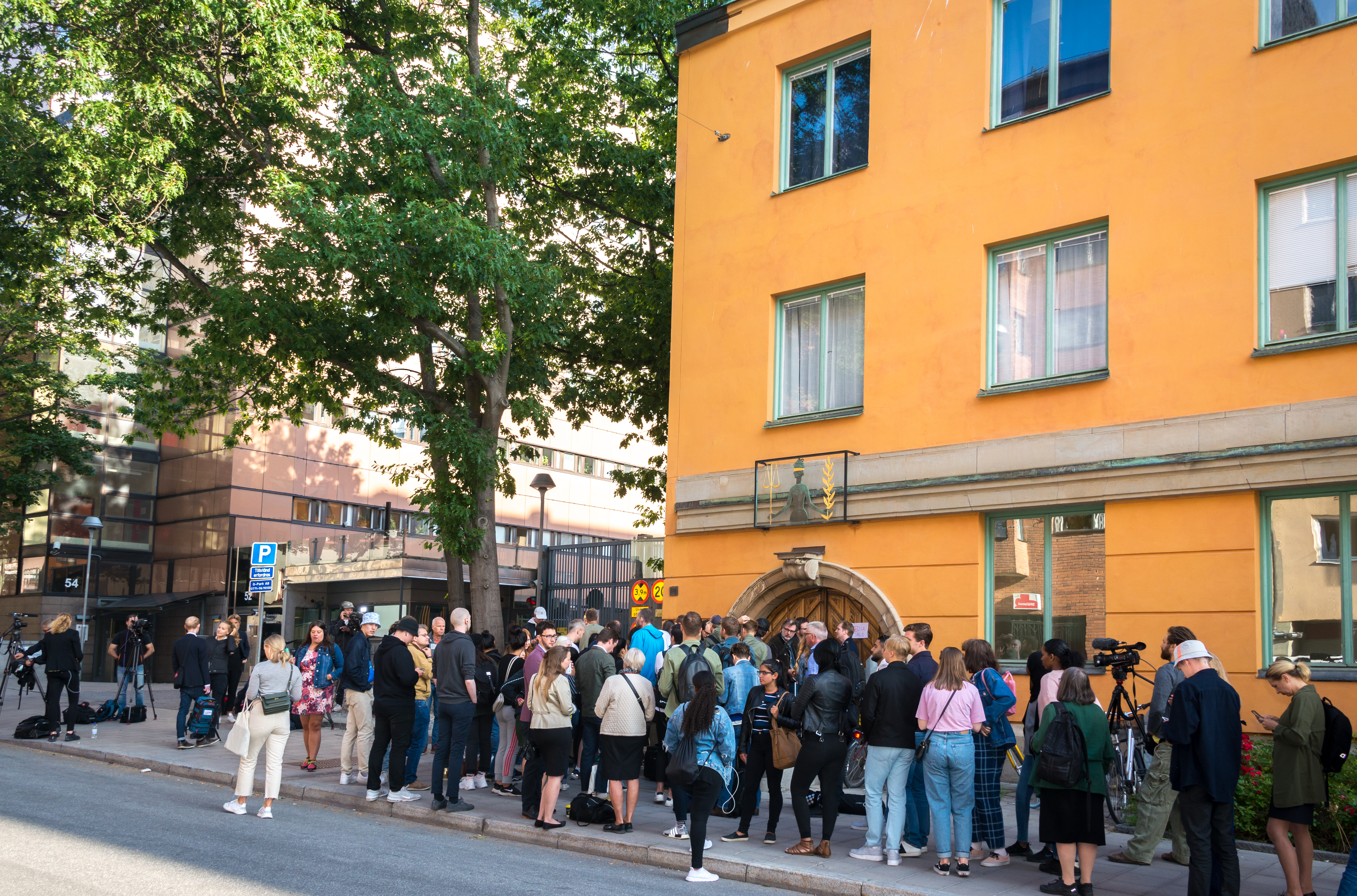
Presse und Zuschauer vor dem Stockholmer Bezirksgericht

Im Juli 2019 wurde Mayers in Stockholm wegen des Vorwurfs der schweren Körperverletzung vorläufig festgenommen. Er und seine Entourage waren am 30. Juni 2019 in eine Schlägerei verwickelt. Dabei soll Mayers mit zwei seiner Begleiter einen jungen Mann geschlagen und getreten haben, als dieser am Boden lag. Die Festnahme führte zur Absage seiner laufenden Europatournee. Der US-amerikanische Präsident Donald Trump schaltete sich ein und kommentierte am 19. Juli 2019 auf Twitter: „Habe gerade mit Kanye West über die Inhaftierung seines Freundes A$AP Rocky gesprochen. Ich werde den sehr talentierten schwedischen Ministerpräsidenten anrufen, um zu sehen, was wir tun können.“
Auch Kim Kardashian und weitere Prominente traten öffentlich für den Sänger ein. Der Manager von A$AP Rocky sprach von unmenschlichen Zuständen bei den Haftbedingungen. Das US-Außenministerium äußerte durch eine Sprecherin seine Bedenken und forderte Schweden auf, „fair und respektvoll“ zu handeln. Kurz darauf wurde die Untersuchungshaft auf Antrag der Staatsanwaltschaft hin um eine Woche verlängert. Dadurch musste ASAP Rocky seinen Auftritt auf dem Splash Festival absagen. Am 3. August wurde er schließlich aus der Untersuchungshaft entlassen und durfte Schweden bis zur Urteilsverkündung verlassen. Am 14. August wurde er zu einer Bewährungsstrafe verurteilt, eine eventuelle Geldstrafe ist durch die Untersuchungshaft abgegolten. Das Opfer erhält 1.200 Euro Schadenersatz und Schmerzensgeld. Das Urteil ist rechtskräftig. Seine Freilassung feierte ASAP Rocky zusammen mit Kanye West mit einem Gottesdienst.

## Seit 2022
2022 erschien ein Feature mit ihm auf dem Album Heroes & Villains von Metro Boomin (Feel The Fiyaaaah). Am 9. Dezember 2022 kündigte er ein neues Album an.
A$AP Rocky wegen Schusswaffengebrauchs angeklagt
Rakim Mayers wurde am 20. April 2022 in Los Angeles verhaftet. Ihm wurde vorgeworfen, am 6. November 2021 in Hollywood auf seinen ehemaligen Freund und Kollegen A$AP Relli (bürgerlicher Name: Terell Ephron) geschossen zu haben. Ephron, der nach eigenen Angaben leichte Verletzungen an der Hand erlitt, brachte später Patronenhülsen als Beweismittel vor. Rocky wurde nach Zahlung einer Kaution von 550.000 US-Dollar vorerst freigelassen.
Bei einer anschließender Hausdurchsuchung fanden Ermittler weder die mutmaßliche Tatwaffe noch verwertbare Beweise wie Fingerabdrücke. Videoaufnahmen sollen jedoch Rocky in der Nähe des Tatorts mit einer möglichen Waffe zeigen. Die Staatsanwaltschaft von Los Angeles erhob im August 2022 Anklage.
Nach mehrfachen Verzögerungen begann der Prozess offiziell am 8. Januar 2024, bei dem Rocky auf nicht schuldig plädierte. Der Prozess wurde mehrfach verschoben und es kam am 24. Januar 2025 zur erneuten Verhandlung. Eine seltene Entscheidung des Gerichts erlaubte die Aufzeichnung des Verfahrens durch Kameras. A$AP Rocky bestritt die Vorwürfe. Am 18. Februar entschied die Jury, dass Mayers unschuldig ist.

## Beziehungen
In den frühen 2010er Jahren wurden kurze Beziehungen mit der Rapperin Iggy Azalea und dem Model Chanel Iman bekannt. Seit 2020 ist er mit der Sängerin Rihanna liiert. Der Beziehung entstammen zwei Söhne (* 13. Mai 2022 und * 1. August 2023).

## Diskografie
Studioalben

| Jahr | Titel Musiklabel                                      | Höchstplatzierung, Gesamtwochen, AuszeichnungChartplatzierungen (Jahr, Titel, Musiklabel, Platzierungen, Wochen, Auszeichnungen, Anmerkungen) | Höchstplatzierung, Gesamtwochen, AuszeichnungChartplatzierungen (Jahr, Titel, Musiklabel, Platzierungen, Wochen, Auszeichnungen, Anmerkungen) | Höchstplatzierung, Gesamtwochen, AuszeichnungChartplatzierungen (Jahr, Titel, Musiklabel, Platzierungen, Wochen, Auszeichnungen, Anmerkungen) | Höchstplatzierung, Gesamtwochen, AuszeichnungChartplatzierungen (Jahr, Titel, Musiklabel, Platzierungen, Wochen, Auszeichnungen, Anmerkungen) | Höchstplatzierung, Gesamtwochen, AuszeichnungChartplatzierungen (Jahr, Titel, Musiklabel, Platzierungen, Wochen, Auszeichnungen, Anmerkungen) | Anmerkungen                                                 |
| Jahr | Titel Musiklabel                                      | DE | AT | CH | UK | US | Anmerkungen                                                 |
| ---- | ----------------------------------------------------- | --- | --- | --- | --- | --- | ----------------------------------------------------------- |
| 2013 | Long.Live.A$AP A$AP Rocky Recordings / RCA Records    | DE31 (2 Wo.)DE | AT62 (1 Wo.)AT | CH9 (5 Wo.)CH | UK7 Gold · (7 Wo.)UK | US1 ×2Doppelplatin · (84 Wo.)US | Erstveröffentlichung: 11. Januar 2013 Verkäufe: + 2.300.000 |
| 2015 | At.Long.Last.A$AP A$AP Rocky Recordings / RCA Records | DE29 (3 Wo.)DE | AT28 (3 Wo.)AT | CH5 (6 Wo.)CH | UK10 Gold · (7 Wo.)UK | US1 Platin · (67 Wo.)US | Erstveröffentlichung: 26. Mai 2015 Verkäufe: + 1.285.000    |
| 2018 | Testing A$AP Rocky Recordings / RCA Records           | DE22 (3 Wo.)DE | AT10 (1 Wo.)AT | CH4 (3 Wo.)CH | UK11 Silber · (4 Wo.)UK | US4 Gold · (30 Wo.)US | Erstveröffentlichung: 25. Mai 2018 Verkäufe: + 760.000      |

## Filmografie
- 2015: Dope
- 2018: Monster! Monster? (Monster)
- 2025: If I Had Legs I’d Kick You
- 2025: Highest 2 Lowest